# Irakli I de Kakheti
Irakli I (Nazar Ali Khan II), nascut el 1643, duia el nom de Nicolau i era fill de David, 5è príncep de Mukhran. Educat a Moscou i ambaixador davant el tsar del 1651 al 1652.
Retornà a Kakhètia i va intentar ocupar el poder el 1664 però el rei Artxil el va derrotar i va fugir a Rússia. Al segon intent es va proclamar rei de Kakhètia el 10 de gener de 1675. El xa el va cridar a Pèrsia i li va permetre establir-se a Esfahan. Va fer-se musulmà i va rebre el títol de Nazar Ali Khan el 1676.
Va ocupar el tron de Kartli el 1688 per decisió del xa de Pèrsia. Deposat el 1691 fou restaurat el 1695. Deposat un altre cop i enviat a Esfahan el 1703. Fou investit pel xa com a rei de Kakhètia i comandant de tropes imperials a Esfahan el maig del 1703. Casat amb Anna (+1716) que es va fer monja, i era filla de Shirmazan Irubakidze, príncep de Sacholokao. Va morir a Esfahan el 1710.